# Vol TWA 514
Le 1er décembre 1974, un Boeing 727-231 effectuant le vol TWA 514, un vol intérieur régulier entre Indianapolis, dans l'Indiana, et Washington, aux États-Unis, avec une escale prévue à Columbus, dans l'Ohio, s'est écrasé à Mount Weather, en Virginie, ne laissant aucun survivant parmi les 85 passagers et 7 membres d'équipage à bord. 
C'est l'un des deux Boeing 727 à s'écraser sur le sol américain ce jour-là, l'autre étant celui du vol Northwest Orient Airlines 6231 dans l'État de New York, alors qu'il était en route pour récupérer l'équipe de football américain des Colts de Baltimore, à Buffalo.

## Accident
En ce dimanche matin du week-end de Thanksgiving, la majeure partie de la côte est des États-Unis subit des conditions météorologiques extrêmes, avec des vents violents, de la neige et de la pluie. Le vol 514 devait arriver à l'aéroport national Ronald-Reagan de Washington, mais a été détourné vers celui de Washington-Dulles lorsque des vents latéraux violent, à 28 nœuds (52 km/h) et venant de l'est, et avec des rafales à 49 nœuds (91 km/h), ont empêchés les opérations aérienne en toute sécurité sur la piste principale nord-sud de l'aéroport Ronald-Reagan.
Le vol 514 était supervisé par le commandant de bord Richard I. Brock (44 ans), le copilote Leonard W. Kresheck (40 ans) et l'officier mécanicien navigant Thomas C. Safranek (31 ans); le vol était guidé pour une approche de non-précision vers la piste 12 à Washington-Dulles, en suivant les règles de vol aux instruments et un cap est-sud-est. Les contrôleurs aériens ont ensuite autorisé les pilotes à maintenir le 727 en palier jusqu'à 7 000 pieds (2 130 m), avant de les autoriser à effectuer l'approche alors qu'ils ne se trouvaient pas sur un segment de vol publié par le contrôle aérien.
L'appareil a d'abord entamé une descente jusqu'à 1 800 pieds (550 m), en s'indiquant sur le premier point de contrôle de l'approche. Les données de l'enregistreur phonique a indiqué plus tard qu'il y avait une certaine confusion entre les membres de l'équipage dans le cockpit quant à savoir s'ils se trouvaient toujours sur un segment d'approche sous contrôle radar, qui leur permettrait de descendre en toute sécurité. Après avoir atteint 1 800 pieds (550 m), il y a eu des écarts d'altitude de 100 à 200 pieds (30 à 60 m), que l'équipage a imputé à de forts courants d'air descendants et une visibilité réduite par les chutes de neige.
Peu après 11h00, heure de l'Est, le vol 514 a percuté le versant ouest du Mount Weather, à 1 670 pieds (510 m) au-dessus du niveau de la mer et à une vitesse d'environ 230 nœuds (425 km/h). Les débris de l'épave était confinée dans une zone d'environ 275 mètres de long sur 60 m de large. Les preuves indiquant le premier impact étaient des arbres coupés à environ 20 m au-dessus du sol ; l'élévation à la base des arbres par rapport au niveau de la mer était de 1 650 pieds (505 m).

Site de l'accident
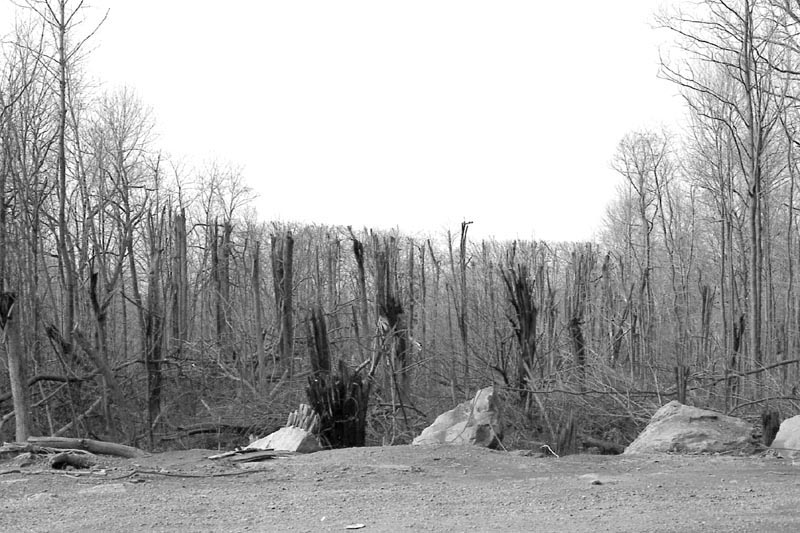
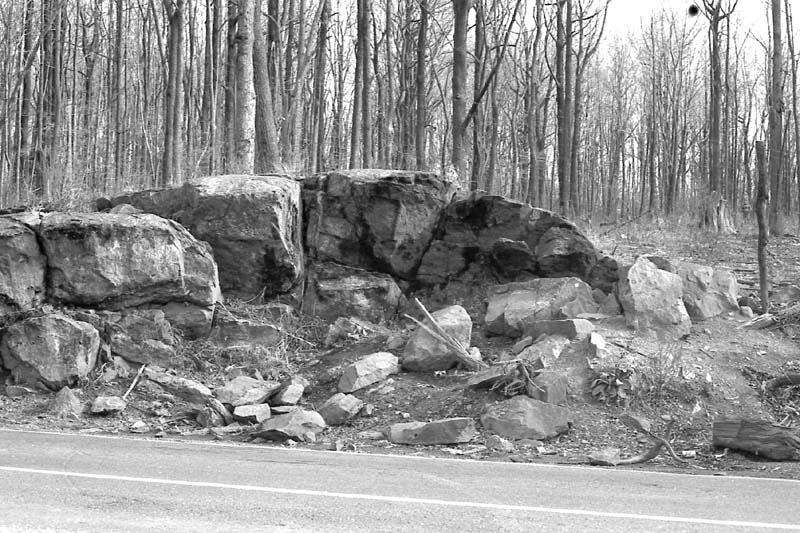

La trajectoire de l’avion était orientée le long d’une ligne magnétique de 118°. Les calculs ont indiqué que l'aile gauche était abaissée d'environ six degrés lorsque l'avion a traversé les arbres et que l'avion descendait selon un angle d'environ un degré par rapport au sol. Après environ 150 m parcourut à travers les arbres, il a heurté à grande vitesse un affleurement rocheux à une altitude d'environ 1 675 pieds (510 m) et a explosé à l'impact. De nombreux composants de l'avion ont été projetés en avant du point d'impact et de nombreux petits incendies ont éclaté peu après le crash, qui ont ensuite été éteints.

## Enquête
L'enquête du Conseil national de la sécurité des transports (NTSB) révèle que la cause principale de cet accident est la décision, prise par l'équipage, de descendre à une altitude de 1800 pieds (548 m) avant que l'avion ait atteint le segment de la phase d'approche où cette altitude minimale devait être atteinte. 
La décision de l'équipage de descendre résulte d'insuffisances et d'un manque de clarté dans les procédures de contrôle aérien, qui ont conduit à une incompréhension des pilotes et des contrôleurs quant aux responsabilités de chacun lors de l'approche, alors effectué dans des conditions météorologiques de vol aux instruments. 
Néanmoins, l'examen de la vue d'ensemble de la carte d'approche aurait dû révéler au commandant de bord qu'une altitude minimale de 1800 pieds n'était pas l'altitude minimale de sécurité requise dans ce secteur de vol.
Parmi les facteurs contributifs à l'accident, on site :
- L'incapacité de la Federal Aviation Administration (FAA) à prendre des mesures nécessaires pour résoudre les problèmes de confusion et d'interprétation erronée concernant la terminologie du trafic aérien, alors qu'elle était consciente de ce problème depuis plusieurs années.

- L'autorisation, donné par la tour de contrôle, d'effectuer l'approche alors que le vol 514 se trouvait à 70 km de l'aéroport, sur une trajectoire non publiée par les contrôleurs aériens et sans altitudes minimales clairement définies.

- La représentation inadéquate des restrictions d'altitude sur la vue de profil de la carte d'approche, pour l'approche de type VOR/DME requise pour l'atterrissage sur la piste 12 de l'aéroport international de Washington-Dulles.

Au cours de l'enquête du NTSB, il a été démontré qu'un vol de United Airlines avait échappé de très peu au même sort lors de la même approche et au même endroit six semaines auparavant. Cette découverte a conduit au développement de l'Aviation Safety Reporting System (en) (ASRS) par la FAA et la NASA en 1976, pour recueillir des rapports volontaires et confidentiels sur les risques possibles liés à la sécurité auprès des professionnels de l'aviation.